# Felida
Felida az Amerikai Egyesült Államok északnyugati részén, Washington állam Clark megyéjében elhelyezkedő statisztikai település. A 2010. évi népszámlálási adatok alapján 7385 lakosa van.
Felida postahivatala 1890 és 1906 között működött. A Felida név a macskafélék tudományos elnevezéséből (Felidae) ered.

## Népesség
A település népességének változása:
| Lakosok száma | 5683 | 7385 | 9526 |
|               | 2000 | 2010 | 2020 |

## Fordítás
- Ez a szócikk részben vagy egészben  a   Felida, Washington című angol Wikipédia-szócikk ezen változatának fordításán alapul.  Az eredeti cikk szerkesztőit annak laptörténete sorolja fel. Ez a jelzés csupán a megfogalmazás eredetét és a szerzői jogokat jelzi, nem szolgál a cikkben szereplő információk forrásmegjelöléseként.